# Libel (poesia)

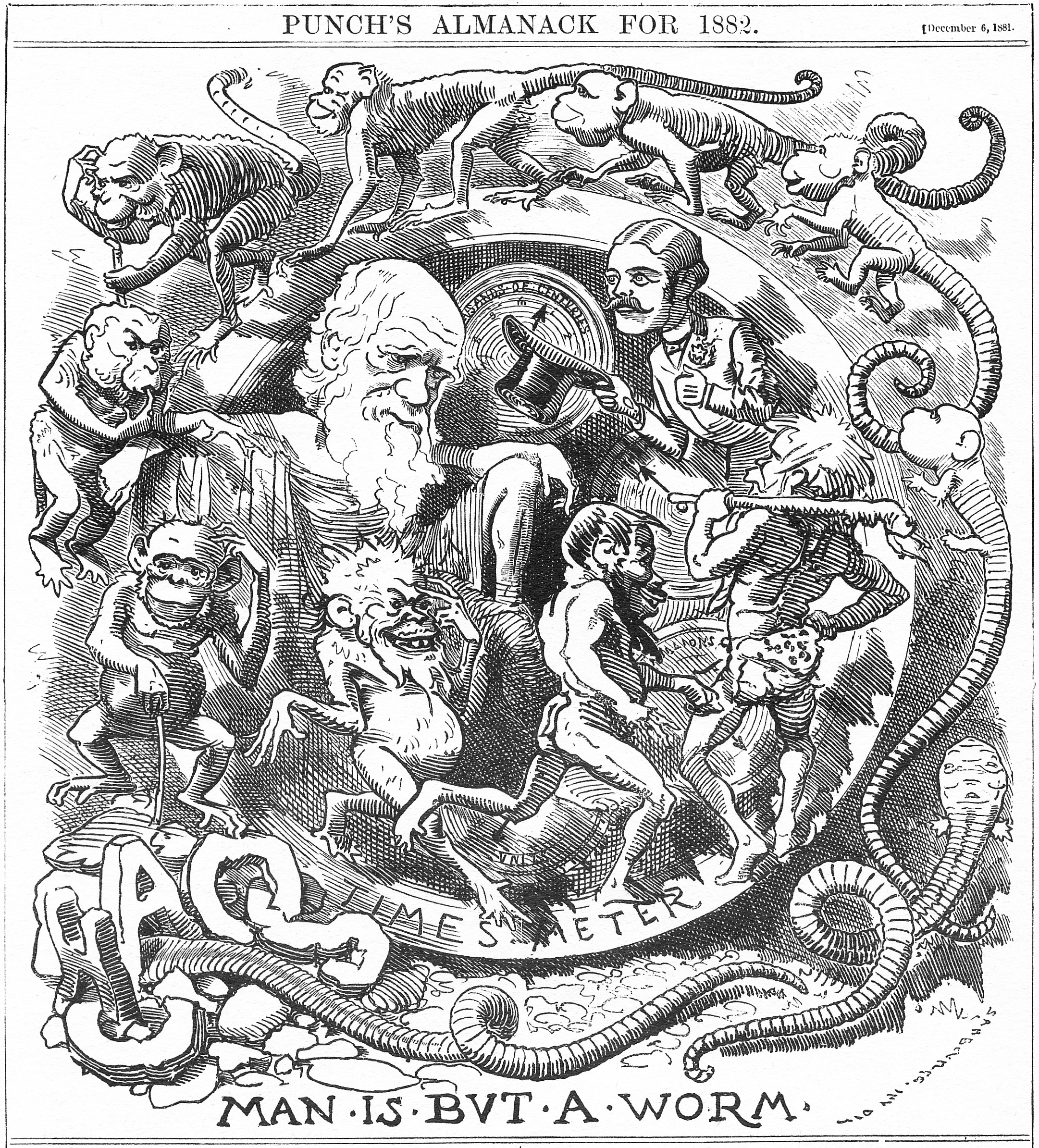
«L'home no és més que un cuc de terra»: l'almanac de 1882 de la revista Punch, publicat poc després de la mort de Darwin.

El libel és un gènere de vers principalment del Renaixement, descendent de la tradició de l'invectiva en la poesia clàssica grega i romana. El libel acostuma a ser expressament polític, i més tosc i agre que la sàtira. Els libels generalment no es publicaven, sinó que circulaven entre amics i partidaris polítics en forma de manuscrits.

## Arrels clàssiques
A l'antiga Grècia, els versos invectius existien generalment en forma d'epigrames escrits, gairebé sempre de manera anònima, contra personatges públics. En llatí, el gènere va créixer en prestigi i audàcia, ja que autors importants, com Juvenal i Catul, van escriure invectives esteses sense el coixí de l'anonimat. Un dels exemples més ferotges de Catul, esborrat de la majoria de col·leccions postclàssiques de la seva obra fins al segle xx, és Catul 16, escrit contra dos crítics:
| Pedicabo ego vos et irrumabo, Aureli pathice et cinaede Furi qui me ex versiculis meis putastis, quod sunt molliculi, parum podicum ... | Et sodomitzaré i em faré mamar, Aureli anal, i Furius sodomita Vos que pensaveu, segons el meu vers, Que és delicat, de tant poc pudor. |
| | |

In Pisonem de Ciceró, un atac hiperbòlic a Luci Calpurnius Piso Caesoninus, és un dels exemples polítics més coneguts.

## Exemples renaixentistes
A la cultura manuscrita del segle xvii, en què els versos es copiaven i es distribuïen entre grups socials (normalment aristocràtics), el libel va aconseguir una nova posició. Al mateix temps, el creixent poder del Parlament va permetre al gènere una nova moneda, ja que els membres destacats del Parlament podien ser atacats amb més llibertat que no pas la reialesa. Els libels sovint substituïen l'humor i la inventiva escatològica per la qualitat poètica, com en el cas d'aquest exemple conegut i molt difós, "The Censure of the Parliament Fart" (La Censura del Pet del Parlament), que va respondre a una emissió audible del diputat Henry Ludlow el 1607:
| Downe came grave auntient Sir John Crooke And redd his message in his booke. Fearie well, Quoth Sir William Morris, Soe: But Henry Ludlowes Tayle cry’d Noe. Up starts one fuller of devotion Then Eloquence; and said a very ill motion Not soe neither quoth Sir Henry Jenkin The Motion was good; but for the stincking Well quoth Sir Henry Poole it was a bold tricke To Fart in the nose of the bodie politique... | Avall va venir Sir John Crooke I va escriure el seu missatge al seu llibre. Molt bé, va dir Sir William Morris, així: Però Henry Ludlowes Tayle va cridar, No. Comença un ple de devoció Després l'eloqüència; fent una moció molt dolenta No és així va dir Sir Henry Jenkin La moció va ser bona; però per la pudor Bé, va dir Sir Henry Poole, va ser un truc atrevit Fer-se pets al nassos del cos polític. |
| | |

No obstant això, els libels renaixentistes també van ser escrits per poetes molt millors amb un èxit considerablement més tècnic. John Wilmot, segon comte de Rochester va ser un dels practicants més exitosos; Rochester encara té una gran estima entre els crítics literaris.

## Revista Punch
Els libels renaixentistes van continuar al segle xix amb la revista satírica «Punch», subtitulada als seus inicis com «The London Charivari» (en al·lusió a la publicació satírica francesa Le Charivari). Punch reflectia la línia humorística d'aquella publicació. Els editors es van auto-batejar «Punch» i «Judy» fent al·lusió als cèlebres i anàrquics titelles, tradicionals de la comèdia anglesa; el nom de la publicació també al·ludia a una broma d'un dels primers editors de la publicació, de cognom Lemo, que insistia en que «el ponx (punch, en anglès) sense llimona no valia res».